# 中村緑野
中村 緑野（なかむら りょくや、明治元年9月7日（1868年10月22日） - 昭和24年（1949年）10月24日は、大日本帝国陸軍の軍医。最終階級は陸軍軍医総監。

## 経歴
秋田藩出身。秋田医学校（甲種）卒。医学校卒業後、入営までは公立秋田病院の外科医として勤務した。
1893年（明治26年）に麻布の歩兵第3連隊に入り、翌年陸軍三等軍医（少尉相当官）に任官。1900年（明治33年）に一等軍医（大尉相当官）に昇任し陸軍大学校付、陸軍省医務局御用掛、陸軍士官学校教官など。1904年（明治37年）には日露戦争に従軍し、戦中、三等軍医正（少佐相当官）。1910年（明治43年）、二等軍医正（中佐相当官）。大正に入って一等軍医正（大佐相当官）に進み、第14師団軍医部長、陸軍省医務局衛生課長。1920年（大正9年）陸軍軍医監（少将相当官）に昇任、第5師団軍医部長に補せられ、1925年（大正14年）には陸軍軍医総監（中将相当官）に昇任、関東軍軍医部長に補せられた。1927年（昭和2年）に予備役に入った。

## 人間関係
- 陸軍三等軍医時代から森林太郎（森鷗外）の知遇を得ており[1]、森の第1師団時代には彼の副官を務めている[3]。
- 第14師団軍医部長で旅順駐屯中、旅順衛戍病院付の軍医中原謙助が同じ宿舎におり、中原の長子（中原中也）誕生にあたっては、その名付け親となった（自身の名「中村ろくや」の「中」と「や」をとって「中也」とした）[4]。
- 画家の藤田嗣治は義弟であり[2]、また、劇作家の小山内薫は従弟にあたる姻戚である[3]。
- 予備役編入後は東京府戸塚町に住み、郷里の秋田に帰ることはほとんどなく、秋田市土手長町上丁の留守宅は町田忠治の秋田事務所として使用された[1]。